# Райан, Джефф
Джефф Ра́йан (англ. Jeff Ryan) — канадский кёрлингист.
В составе мужской сборной Канады чемпион мира (1995). Чемпион Канады среди мужчин (1995).
Играл на позиции третьего.

## Достижения
- Чемпионат мира по кёрлингу среди мужчин: золото (1995).
- Чемпионат Канады по кёрлингу среди мужчин: золото (1995), серебро (2001).
- Канадский олимпийский отбор по кёрлингу: серебро (2001).

## Команды
| Сезон   | Четвёртый     | Третий       | Второй            | Первый            | Запасной      | Турниры             |
| ------- | ------------- | ------------ | ----------------- | ----------------- | ------------- | ------------------- |
| 1985—86 | Керри Бартник | Джефф Райан  | John Allardyce    | Don Harvey        |               |                     |
| 1987—88 | Керри Бартник | Джим Спенсер | Рон Каммерлок     | Don Harvey        | Джефф Райан   | ЧК 1988 (4 место)   |
| 1993—94 | Джефф Райан   | Dave Iverson | Кит Фентон        | Terry Henry       |               | [ 3 ]               |
| 1994—95 | Джефф Стоутон | Джефф Райан  | Гарри Ванденберге | Дэррил Ганнлагсон |               |                     |
| 1994—95 | Керри Бартник | Джефф Райан  | Роб Микин         | Кит Фентон        | Денис Филлион | ЧК 1995 · ЧМ 1995   |
| 1996—97 | Керри Бартник | Джефф Райан  | Роб Микин         | Кит Фентон        |               |                     |
| 1997—98 | Керри Бартник | Джефф Райан  | Роб Микин         | Кит Фентон        |               | КООК 1997 (4 место) |
| 1999—00 | Керри Бартник | Джефф Райан  | Роб Микин         | Кит Фентон        |               |                     |
| 2000—01 | Керри Бартник | Джефф Райан  | Роб Микин         | Кит Фентон        | Andy Hick     | ЧК 2001             |
| 2001—02 | Керри Бартник | Джефф Райан  | Роб Микин         | Кит Фентон        |               | КООК 2001           |
| 2001—02 | Керри Бартник | Джефф Райан  | Rob Fowler        | Кит Фентон        |               |                     |
| 2002—03 | Керри Бартник | Джефф Райан  | Rob Fowler        | Кит Фентон        |               |                     |

(скипы выделены полужирным шрифтом)

## Частная жизнь
Джефф Райан — из семьи кёрлингистов: его брат — Пэт Райан, двукратный чемпион мира и трёхкратный чемпион Канады. Дочь Джеффа, Хейли Райан (англ. Hailey Ryan), и сын Джеффа, Джей Ти Райан (англ. J. T. Ryan, JT Ryan), играли за мужскую и женскую юниорские команды провинции Манитоба на юниорском чемпионате Канады 2017, участвовали в мужском и женском чемпионатах провинции Манитоба.